# 麥斯·托伊厄森
麥斯·托伊厄森（丹麥語：Mads Thøgersen，1999年2月19日—），丹麥男子羽球運動員。

## 簡歷
麥斯·托伊厄森於2018年在斯洛文尼亞未來系列賽男子雙打項目搭檔奧利弗·格拉姆，奪下第一座國際賽冠軍。2019年5月，他在德國國際賽與另一名搭檔菲力浦·伊盧姆·克林特在決賽擊敗同樣來自丹麥的埃米尔·劳里岑/马德斯·默霍尔姆，收穫第二座國際賽冠軍。

## 主要比賽成績
只列出曾進入準決賽的國際賽事成績：
| 年份   | 賽事                       | 公開賽級別 | 項目     | 搭檔                 | 成績   |
| ------ | -------------------------- | ---------- | -------- | -------------------- | ------ |
| 2017年 | 歐洲青年羽毛球錦標賽       | 其他       | 混合團體 | －                   | 季軍   |
| 2018年 | 希臘羽毛球國際賽           | 未來系列賽 | 男子雙打 | Oliver Gram          | 準決賽 |
| 2018年 | 保加利亞羽毛球公開賽       | 國際系列賽 | 男子單打 | －                   | 準決賽 |
| 2018年 | 斯洛文尼亞羽毛球未來系列賽 | 未來系列賽 | 男子雙打 | Oliver Gram          | 冠軍   |
| 2019年 | 德國羽毛球國際賽           | 未來系列賽 | 男子雙打 | 菲力浦·伊盧姆·克林特 | 冠軍   |
| 2019年 | 杜拜羽毛球國際挑戰賽       | 國際挑戰賽 | 男子雙打 | 菲力浦·伊盧姆·克林特 | 準決賽 |
| 2019年 | 挪威羽毛球國際賽           | 國際系列賽 | 男子雙打 | 菲力浦·伊盧姆·克林特 | 準決賽 |
| 2022年 | 匈牙利羽毛球國際賽         | 國際系列賽 | 男子雙打 | 安德烈亚斯·桑德高    | 亞軍   |

| 2007-2017年 | 首要超級賽 | 超級賽 | 黃金大獎賽 | 大獎賽 | 國際挑戰賽 | 國際系列賽 | 未來系列賽 | 其他 |

| 2018-2026年 | 總決賽 | 超級1000賽 | 超級750賽 | 超級500賽 | 超級300賽 | 超級100賽 | 國際挑戰賽 | 國際系列賽 | 未來系列賽 | 其他 |